# Lamprotornis
Lamprotornis é um género de aves da família dos Esturnídeos, onde se classificam cerca de espécies de estorninhos. O grupo ocorre em África, a Sul do Sahara. São aves omnívoras que se alimentam ao nível do solo.
Os estorninhos do género Lamprotornis ocupam habitats diversos, desde savanas e boques, até zonas urbanizadas. A maioria das espécies é gregária fora da época de acasalamento. Os ninhos são construídos em cavidades de árvores, naturais ou recicladas de ninhos de pica-paus. Podem também utilizar estruturas construídas pelo Homem.
São aves de médio porte, grandes para passeriformes, de comprimento variável entre 20 e 25 cm. A sua plumagem é negra e muito distinta pelas iridiscências metálicas em tons de azul, púrpura ou verde, consoante a espécie.  A distinção de espécies dentro do grupo é complicada de pôr em prática no campo, porque todas as espécies são muito parecidas e muito activas. Critérios a ter em conta são a cor dos olhos, o comprimento relativo da cauda e o canto.
Os estorninhos habitam zonas florestadas ou de savana e são relativamente comuns.

## Etimologia
O nome genérico, Lamprotornis, provém da aglutinação dos étimos gregos antigos, λαμπρός (lampros), que significa «brilhante; garrido; resplandescente» e ὄρνις (ornis), que significa «pássaro».

## Espécies
- Lamprotornis iris
- Lamprotornis purpuroptera
- Lamprotornis regius
- Lamprotornis unicolor
- Lamprotornis bicolor
- Lamprotornis fischeri
- Lamprotornis albicapillus
- Lamprotornis purpureus
- Estorninho-metálico, Lamprotornis nitens
- Lamprotornis chalcurus
- Lamprotornis chalybaeus
- Lamprotornis chloropterus
- Estorninho-de-cauda-aguda, Lamprotornis acuticaudus
- Lamprotornis splendidus
- Lamprotornis ornatus
- Estorninho-de-burchell, Lamprotornis australis
- Estorninho-rabilongo, Lamprotornis mevesii
- Lamprotornis caudatus
- Lamprotornis superbus
- Lamprotornis pulcher
- Lamprotornis shelleyi
- Lamprotornis hildebrandti